# العصفور الأحدب
العصفور الأحدب، مَسرحية من سلسلةِ مسرحيات الكاتب والشاعر محمد الماغوط. هو نَص مسرحي ألفهُ الماغوط عام 1963 ويقع النص في 127 صفحة، طُبِع في عدة دور نَشر ومُثِّل في بعض المعاهد المسرحية.     

## القصة
تدور أحداث المسرحية في أحد السجون، حيث يتحدث المعتقلون عن أسباب اعتقالهم ووصولهم إلى هذا المكان، لِتَدُبَّ الخلافاتُ في اختلافِ وجهات النظر، ويقرر السُجناءُ توحيدَ كلمتهم في وجه حارس السجن. 

## النص المطبوع
1. طبعة عام 1963 عن دار المدى
2. طبعة عام 2008 عن دار ممدوح عدوان للنشر والتوزيع
3. طبعة عام 2012 عن دار المدى